# اوورلند پارک (کانزاس)
اوورلند پارک (به انگلیسی: Overland Park) شهری در ایالت کانزاس کشور ایالات متحده آمریکا است که جمعیت آن در سرشماری سال ۲۰۱۰ میلادی، ۱۷۳٬۳۷۲ نفر بوده‌است.
اورلند پارک یکی از حومه‌های کانزاس سیتی است.
دفترمرکزی اسپرینت نکستل در اینجا قرار دارد.